# Tomasz Mering
Tomasz Mering (ur. 13 września 1977 w Wejherowie) – polski autor komiksów, ilustrator i projektant graficzny.

## Życiorys
Studia na Wydziale Inżynierii Lądowej Politechniki Gdańskiej zakończone dyplomem magistra inżyniera (teoria konstrukcji).
Edukację artystyczną odebrał w latach 1995–1996 w ramach zajęć plastycznych w Wejherowskim Centrum Kultury pod okiem Anety Fittkau; także nauka rysunku i malarstwa na warsztatach sztuki "Kuźnia" w Gdańsku – listopad-grudzień 2009 r.
Autor wielu innych komiksów, publikowanych m.in. w "Informatorze" Gdańskiego Klubu Fantastyki, w gdańskim fanzinie "VormkfasA", w autorskim fanzinie "Turlaki" oraz w internecie. Jego najnowszym komiksem jest, narysowane do własnego scenariusza i jeszcze nie opublikowane, czteroplanszowe Serce Chopina.
Opublikował też tekst teoretyczny o komiksie "Komiks pośród innych sztuk – komiks a teatr. Zarys zagadnienia" – w antologii tekstów Sympozjum Komiksologicznego organizowanego w ramach Międzynarodowego Festiwalu Komiksu w Łodzi (październik 2003 r.).
Organizator Gdańskich Spotkań Komiksowych.
Członek Stowarzyszenia Marynistów Polskich – Oddział Kaszubsko-Pomorski w Wejherowie.
Ulubiona technika: piórko i czarny tusz.
Miłośnik akwareli i grafik Albrechta Dürera.
Przez ostatnie lata był zatrudniony na etacie jako projektant wyrobów kowalstwa artystycznego.

## Publikacje
- Wizyta (scenariusz Nikodem Skrodzki) – magazyn komiksowy "AQQ", nr 23, 2001 r.;
- Wznowienie Żbika (scenariusz Jerzy Szyłak) – praca umieszczona w antologii komiksów stworzonej w hołdzie komiksowej postaci kapitana Żbika, 2002 r.,
- Fucha (scenariusz Tomasz Sitek) – dwumiesięcznik "Magazyn Fantastyczny" nr 3/2004;
- Autobiografia NN i Rozwiązanie zagadki kręgów zbożowych (scenariusze własne) – magazyn literacko-filozoficzny "Zabudowa Trawnika" nr 14-18, 2005 r.;
- pasek komiksowy Robot (scenariusz własny) – magazyn satyryczny "ChiChot", nr 1 wrzesień 2005 r.;
- Pojedynek (scenariusz własny) – magazyn "Zeszyty Komiksowe" nr 5, październik 2005 r.,
- Most (scenariusz Tomasz Marciniak) – tygodnik "Teraz Toruń", styczeń 2006 r.
- Cztery pory czołgu alias Tank (scenariusz Jan Plata-Przechlewski) – tygodnik "Panorama Powiatu Wejherowskiego" oraz strony internetowe gildia.pl i wejher.info, luty 2008 r.,
- Ślub nad Białą – miesięcznik UM w Wejherowie "Nowiny" oraz luzem, maj 2009 r.
- Tajemnice Wejherowa (wspólnie z Bartkiem Glazą; scenariusz Jan Plata-Przechlewski) – w turystycznej publikacji promocyjnej wydanej przez UM w Wejherowie, czerwiec 2009 r.
- Duch gdańskiej architektury – tygodnik "Panorama Powiatu Wejherowskiego", listopad 2009 r.
- od numeru 283 (listopad 2012 r.) "Informatora" Gdańskiego Klubu Fantastyki publikuje serię krótkich komiksów będących parodiami popularnych wątków fantastycznych – filmowych i komiksowych; do większości z nich scenariusze napisał Jan Plata-Przechlewski
- O muzeum w Wejherowie komiksem snuta opowieść – (scenariusz Piotr Schmandt) publikakcja promocyjna Muzeum Piśmiennictwa i Muzyki Kaszubsko-Pomorskiej, listopad 2013 r.
- Ilustracje:
- tomiki młodej poezji – m.in. Driakiew (1996 r.), Pomost (1997 r.), Ze sztambucha wejherowskich poetów i grafików. Zeszyt III – Poetyckie zakola rzeki Redy (2005 r.), Antologia poetów Ziemi Wejherowskiej – Ziemio moja (2006 r.),
- "Informator" Gdańskiego Klubu Fantastyki.

## Wystawy
- grudzień 1998 r. – wystawa indywidualna "Rysunki piórkiem", Wejherowskie Centrum Kultury;
- maj 2003 r. – wystawa prac plastycznych (wraz z Moniką Dorsz z Gdańska), Wejherowskie Centrum Kultury – galeria "Pod 8-ką";
- wrzesień 2003 r. – wystawa zbiorowa p.h. "Cały ten komiks – od Kajka i Kokosza do Matrixa", Miejski Dom Kultury "Dworek Artura" na gdańskiej Oruni;
- listopad 2003 r. – wystawa zbiorowa wejherowskich twórców komiksów p.h. "Wejherowo na komiksowo", Wejherowskie Centrum Kultury;
- listopad 2006 r. – udział w wystawie zbiorowej zorganizowanej w ramach III Festiwalu Myśli Drukowanej w Szczecinie;
- lipiec 2007 r. – wystawa zbiorowa zorganizowana w ramach VII Ogólnopolskiego Konwentu Miłośników Kultury Teleport w Gdańsku;
- listopad 2007 r. – wystawa zbiorowa twórców komiksowych z dużego  (Gdańsk, Gdynia, Sopot) i małego (Wejherowo, Rumia, Reda) Trójmiasta w ramach kulturalnego festiwalu transGranica w Magdeburgu;
- lipiec 2009 r. – wystawa indywidualna "Pomorze w komiksie", Powiatowa i Miejska Biblioteka Publiczna w Wejherowie;
- październik-listopad 2009 r. – wystawa indywidualna "Pomorze w komiksie", Pracownia Komiksowa przy Wojewódzkiej i Miejskiej Bibliotece Publicznej w Gdańsku;
- lata 1991–2004 – udział w wystawach organizowanych w ramach Ogólnopolskiego Konwentu Twórców Komiksu i Międzynarodowego Festiwalu Komiksu w Łodzi;
- lata 2003–2005 – wystawy marynistyczne organizowane w Wejherowskim Centrum Kultury;
- sierpień 2014 r. – parodystyczne jednoplanszówki nawiązujące do głośnych komiksów i filmów dołączone (jako "Gumno Popkultury") do zbiorczej wystawy artystycznej "Punkt wyjścia" w kolejnym wejherowskim Spichlerzu Sztuki.

## Konkursy
- lata 1991–2004 – udział w konkursach na krótką formę komiksową organizowanych w ramach Ogólnopolskiego Konwentu Twórców Komiksu i Międzynarodowego Festiwalu Komiksu w Łodzi;
- styczeń 2006 r. – udział w konkursie na krótką formę komiksową zorganizowany przez magazyn komiksowy "COM-X" p.h. "Piękna czy bestia" – komiks na podstawie prozy Jose Donoso Plugawy ptak nocy;
- listopad 2006 r. – udział w konkursie na krótką formę komiksową zorganizowany w ramach III Festiwalu Myśli Drukowanej COM.X w Szczecinie – komiks na podstawie prozy Jose Donoso Plugawy ptak nocy;
- styczeń 2006 r. – zwycięski pasek Trzej Królowie w internetowym konkursie na pasek komiksowy zorganizowany przez portal Nowa Gildia;
- lipiec 2007 r. – udział w konkursie na komiks o powstaniu warszawskim zorganizowanym przez Muzeum Powstania Warszawskiego (praca [Czekając na...] została zakwalifikowana do druku w pokonkursowej antologii);
- maj 2009 r. – I miejsce (w swej kategorii wiekowej) w konkursie "Duch gdańskiej architektury" zorganizowanym przez fundację "Wspólnota Gdańska", przy współpracy Pracowni Komiksu WiMBP;
- luty 2010 r. – prezentacja autorskiego projektu komiksu zagranicznym wydawcom i krytykom podczas Międzynarodowego Festiwalu Kultury Komiksowej "Ligatura" w Poznaniu.